# Sydney Buxton
Sydney Charles Buxton, earl av Buxton, född 25 oktober 1853 och död 15 oktober 1934, var en brittisk politiker och ämbetsman, son till Thomas Fowell Buxton d.y..
Buxton var liberal ledamot av underhuset 1883-85 och 1886-1914, en av det liberala partiets mest betydande män. Buxton var understatssekreterare för kolonierna 1892-95, postminister 1905-10, handelsminister 1910-14, high commissioner och generalguvernör i Sydafrika 1914-20. 1880 utgav han en mycket spridd politisk handbok och har därefter bland annat publicerat Finance and politics: an historical study, 1783-1885 (2 band,1888). Buxton blev viscount 1914 och earl 1920.